# فرج الماس
فرج الماس (انگلیسی: Faraj Al-Mass؛ زادهٔ ۱۹۶۱) بازیکن فوتبال اهل قطر بود.
وی همچنین در تیم ملی فوتبال قطر بازی کرده‌است.